# Synechococcus elongatus
Synechococcus elongatus  (nom que prové del grec synechos (en successió) i kokkos (grànul)) i del llatí elongatus (allargat) és una espècie de cianobacteri unicel·lular gram-negatiu i fotoautrof descobert primer en basses d'aigües dolces de l'estat de Massachusetts.
Anteriorment havia rebut el nom d'Anacystis nidulans.